# ミシェル・ルヴォン
ミシェル・ルヴォン（Michel Revon、1867年3月24日  - 1947年1月）は、フランスの法律家、日本学者。

## 経歴
スイスのジュネーヴにて、スイス人の母とフランス人の父の間に生まれる。父ルイ・ルヴォン（1833 - 1884）はアヌシー博物館（今日のアヌシー城博物館）の学芸員であった。
グルノーブル大学で法学を修め、博士まで取得した。ジュネーヴ大学を経て、パリで法律家となり、いくつかの優れた著作を相次いで出版した。
1892年と1894年にはアカデミー・フランセーズからエロカンス賞を授与された。
1893年、日本政府の外国人法律顧問であった法学者ギュスターヴ・エミール・ボアソナードが自らの後任としてルヴォンを日本政府に推薦した。1893年から1899年まで、東京帝国大学法科大学教授を務めた他、ボアソナードの後継として和仏法律学校（現・法政大学）の第2代教頭に就任した。
フランスに一時帰国中の1896年には、ソルボンヌに葛飾北斎に関する学位論文を提出した。
1899年にフランスに帰国した後、法律学を放棄し、パリ大学文学部の極東民族文明の講義を担当することになった。1910年に著した『起源から20世紀までの日本文学詞華集』（Anthologie de la littérature japonaise des origines au XXe siècle）は、長年にわたりフランス語での日本文学の入門書としてその地位を保ち、ポール・クローデルからマルグリット・ユルスナールに至る多くの著者たちに多大な影響を与えた。しかしながら何人かの専門家からは強い批判を受けることになった。1919年にはパリ大学文学部日本文明史講座の助教授、翌1920年には同教授に就任、1937年にはその地位を退き名誉教授となった。 
1947年、パリ郊外で死去した。

## 著作

### 法学、歴史学に関する著作
- L'Université de Grenoble, Grenoble, Xavier Drevet, 1889.
- Le Droit de la guerre sous la République romaine, Paris, A. Rousseau, 1890.
- L'Arbitrage international : son passé, son présent, son avenir, Paris, A. Rousseau, 1892.
- Joseph de Maistre, Paris : librairie de la "Nouvelle Revue", 1892, アカデミー・フランセーズエロカンス賞（フランス語版）受賞

### 日本に関する著作
- Étude sur Hokusaï, Paris, Lecène, Oudin et cie, 1896.
- Histoire de la civilisation japonaise : introduction, Paris, A. Colin, 1900.
- Le Shinntoïsme, Paris, E. Leroux, 1905.
- Anthologie de la littérature japonaise, des origines au XXe siècle, Paris, C. Delagrave, 1910.

## 栄典
1895年にはフランス政府からレジオンドヌール・シュヴァリエを受章。1899年には帝国大学教師、司法省法律顧問としての功績が顕著であったとして日本政府から勲三等瑞宝章を受章。他にもカンボジア王国の王室勲章オフィシエ、阮朝の大南龍星を受章している。